# Майгашта
Майгашта́, также Майгашты (баш. Мәйгәште) — деревня в Абзелиловском районе Республики Башкортостан России, относится к Бурангуловскому сельсовету.

## География
Расположена на реке Большой Майгаште (приток реки Кага).

### Географическое положение
Расстояние до:
- районного центра (Аскарово): 57 км,
- центра сельсовета (Бурангулово): 15 км,
- ближайшей железнодорожной станции (Магнитогорск): 104 км.

## История
Название происходит от названия реки Майгашты
Основана в 1932 г. жителями д. Искаково при организации Абзелиловского леспромхоза. С начала 1950-х гг. учитывалась как хутор, с 2005 г. имеет современный статус.
Статус деревни хутор получил согласно Закону Республики Башкортостан от 20 июля 2005 года N 211-з «О внесении изменений в административно-территориальное устройство Республики Башкортостан в связи с образованием, объединением, упразднением и изменением статуса населенных пунктов, переносом административных центров», ст.1:

6. Изменить статус следующих населенных пунктов, установив тип поселения — деревня:
1) в Абзелиловском районе:…

д) хутора Майгашта Бурангуловского сельсовета

## Население
| 1968 | 2002 | 2009 | 2010 |
| ---- | ---- | ---- | ---- |
| 351  | ↘232 | ↗239 | ↘234 |

Историческая численность населения:  в 1939 — 154 чел.; 1959 — 332; 1989 — 208; 2002 — 232; 2010 — 234.
Национальный состав
Согласно переписи 2002 года, преобладающая национальность — башкиры (98 %).

## Инфраструктура
Начальная школа (филиал Бурангуловской средней школы), клуб, библиотека.